# Bomis
Bomis（读音：/ˈbɒmɪs/，缩写自“Bitter Old Men in Suits（西装革履的刻薄老男人）”，谐音promise）是以资助自由内容网络百科全书计划Nupedia和维基百科而知名的互联网公司，于1996年由吉米·威尔士、 蒂姆·谢尔和迈克尔·戴维斯创办。1994年，戴维斯的芝加哥期权协会聘任威尔士，两人就此结识，而谢尔则是威尔士透过哲学讨论邮寄列表认识的。Bomis最初的目标是在Bomis.com搜索门户上卖广告。
公司最初在内容上费尽心思，期间曾做过芝加哥资讯大典。网站随后专注于面向男性观众的内容，包括体育运动、汽车和女性资讯。Bomis后来因限制级媒体而闻名。“Bomis宝贝”专门展示情色图片，而“Bomis宝贝报道”则展示成人图片。付费开放的Bomis Premium还提供色情物料。“宝贝引擎”协助用户用网络搜索引擎搜寻色情内容。Bomis的广告总监注意到该站99%的查询都是关于裸体女性的。
Bomis曾主導创办自由网络百科全书Nupedia，内容由专家提供，但评审过程乏味缓慢。维基百科最初由Bomis为Nupedia提供内容而运营，到2002年底是一家营利性企业，属Bomis子公司。由于维基百科增加成本提升知名度，Bomis的收益出现下降，而互联网泡沫更是加重了损失。由于维基百科挖空了Bomis的资源，威尔士和哲学研究生拉里·桑格出于慈善决定资助计划。桑格于2002年被Bomis解雇，Nupedia内容于2003年并入维基百科，并在同年停更。
非营利机构维基媒体基金会于2003年由Bomis的三位创办人威尔士、戴维斯和谢尔组成的董事会创办，最初总部设在Bomis所在的佛罗里达州圣彼德斯堡。威尔士从Bomis收益中抽出10万美元资助维基百科，之后决定将百科全书转为非营利。2004年，威尔士辞任Bomis总裁。谢尔2005年兼任公司总裁和维基媒体基金会董事会成员。2005年，威尔士编辑维基百科，删掉所有关于Bomis提供软调色情的表述，引发媒体关注。威尔士为他的行为道歉。《大西洋》给Bomis起了“互联网的花花公子”的绰号被其他媒体采用。学者也纷纷认为Bomis是软调色情提供者。

## 歷史

### 背景
为了进入金融界工作，吉米·威尔士，在印第安纳大学修读哲学博士，博士论文快要完成时在学校留了一条学习渠道。1994年，威尔士受芝加哥期权协会总裁迈克尔·戴维斯聘为操盘手，负责期货和期权。威尔士擅长判断外汇和利率的变动，在芝加哥获得成功后，变得独立且富有，于1994年到2000年间担任芝加哥期权协会研究主任。他从哲学组的邮寄名单中认识了蒂姆·谢尔。
威尔士希望参与20世纪90年代越来越受欢迎且大获成功的网络创业企业。年轻时玩游戏的经历，使他意识到网络的重要性。威尔士对计算机科学感兴趣，在网上试验源代码，程序设计的能力有所提升。供职于芝加哥期权协会期间，他趁着下班后的空闲时间，自建网页浏览器。还在公司工作的他，注意到1995年网景通信的首次公开募股大获成功。

### 成立
1996年，威尔士和业务合伙人提姆·谢尔与他当时的经理迈克尔·戴维斯共同创办了Bomis，一家合伙的盈利性公司，由威尔士任总经理。1998年，他为了Bomis的工作，从芝加哥搬到圣迭戈，之后再随公司迁往佛罗里达州圣彼得斯堡落地。
一开始，Bomis只有约五名员工。2000年的员工包括程序员全永（Toan Vo）和系统管理员杰森·里奇。威尔士聘请他第二次结婚时当伴郎的高中同学特里·法德（Terry Foote）任广告总监。2000年6月，Bomis成为Ask Jeeves的五名合作伙伴之一。Bomis大部分收益透过广告产生。Bomis最风光的时候是有份参与全国广播公司门户网站NBCi的风头，然而NBCi在互联网泡沫末期倒闭。
Bomis并不是缩写词，而是威尔士和谢尔在芝加哥时的自称“西装革履的苦涩老人”（Bitter Old Men in Suits）首字母。网站从门户网站起步，试过各种构思，包括作为芝加哥信息的访问点。后来聚焦面向男性的内容，包括体育活动、汽车和女性。

### 托管内容
从开放式目录做起，Bomis创造并维持了数百个少男文化网络圈。1999年，公司推出Bomis浏览器（Bomis Browser），帮助用户阻挡网上的弹出式广告。《星球大战》网络圈被公认为《星球大战I：魅影危机》资讯的有效来源。其他网络圈包括帮助用户查找《卡萨布兰卡》、亨特·斯托克顿·汤普森、法拉·弗西、辣妹成员洁芮·哈利维尔和《蛇眼》资讯的部门。专用于《吸血鬼猎人巴菲》的“Bomis吸血鬼猎人巴菲圈子”（Bomis: The Buffy the Vampire Slayer Ring）囊括了50多个与主题相关的网站。希拉·杰弗瑞斯在她的著作《美丽和杂乱无章》（Beauty and Misogyny）中指出，2004年Bomis保留了“口红恋物癖圈子”（The Lipstick Fetish Ring），帮助用户迷上女性化妆品。
Bomis专攻限制级影片和色情媒体后大获成功。广告产生的收入使公司为其他网站提供资金，该网站发布职业模特的暗示性图片。除了Bomis，公司还保留了展示裸体女性图片的网站nekkid.com和nekkid.info。Bomis收益的大约百分之十源于色情影片和博客。
网站开辟了色情图像专栏“Bomis宝贝”（Bomis Babes）和让用户向其他网站提交友情链接以吸引男性观众的功能。网站的对等网络服务有助于用户寻找其他关于安娜·库尔尼科娃和帕米拉·安德森等女名人的网站。Bomis宝贝源于2000年起步的“Bomis宝贝报告”（Bomis Babe Report），以博客形式展出色情明星图片。Bomis宝贝报告也制作原创色情内容，包括色情演员和裸体名人的报道，简称宝贝报告。
威尔士说网站的软调色情是“魅力摄影”，Bomis因色情图片被互联网用户熟知。在此期间，威尔士被拍到在一名职业女模特的在旁陪伴下，戴着军帽，开着帆船，俨然一副船长的样子。照片中的女子穿着宣传Bomis的女式内裤和T恤。
订阅内容Bomis Premium提供成人内容和色情物料，三天试用价2.95美元。和Bomis Babes的订阅者能看到的裸女图片不同，Bomis Premium主要是女同性恋行为和女性解剖学内容。Bomis还开设Babe Engine，用户透过该网络搜索引擎能查找网上的色情物料。据Bomis广告总监特里·法德介绍，该站99%的搜索都和裸女有关。

### Nupedia和维基百科

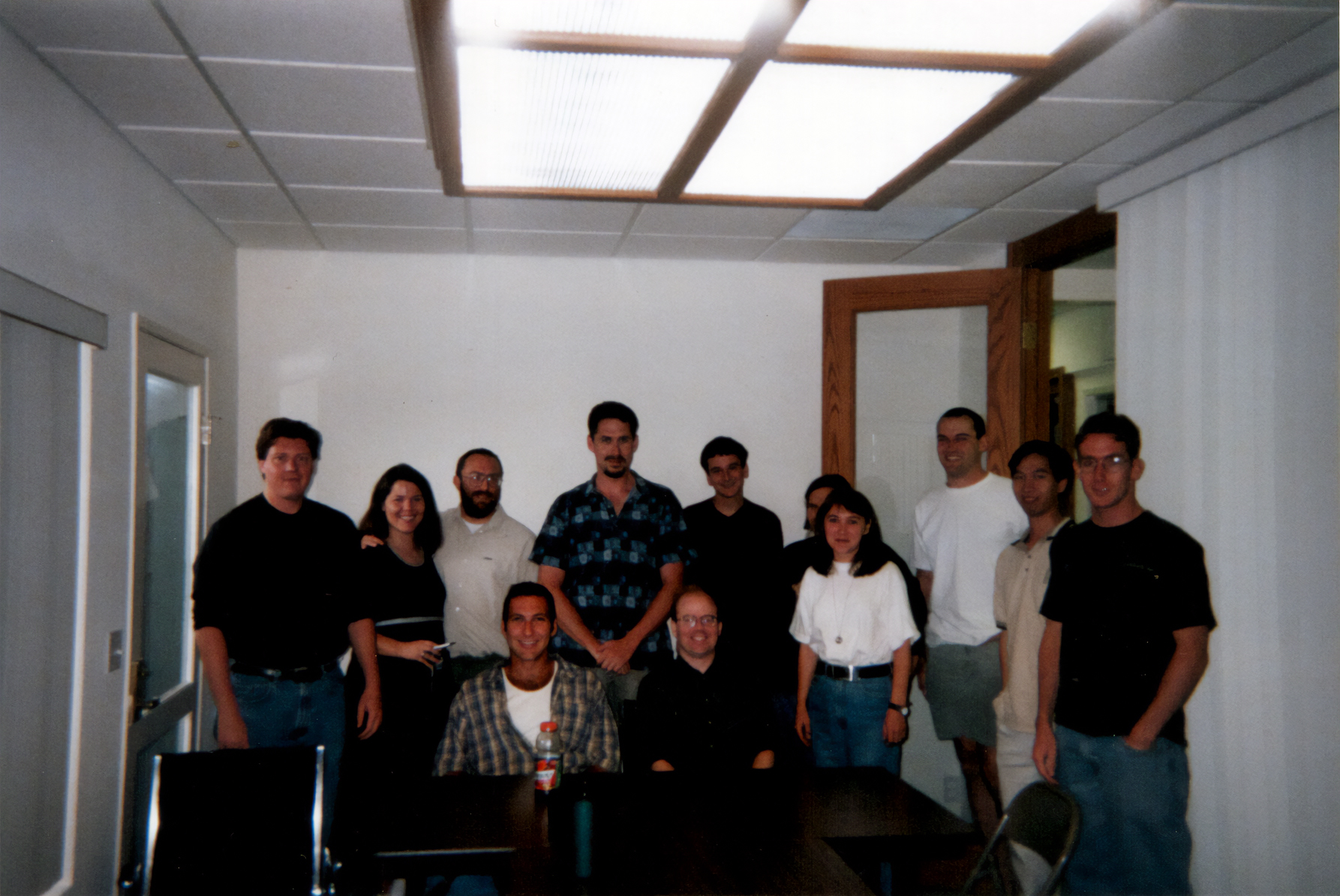
2000年夏季的Bomis员工全家福。后排从左到右：蒂姆·谢尔和克里斯汀·威尔士（Christine Wales）、吉米·威尔士、特里·法德、贾罗德·帕帕斯-凯利（Jarod Papas-Kelly）、利兹·坎帕乌（Liz Campeau，丽塔·桑格身后）丽塔·桑格（Rita Sanger）、杰森·里奇（Jason Richey）、全永。前排左：杰瑞米·罗森菲德（Jeremy Rosenfeld）、拉里·桑格

Bomis的最大贡献是创造自由在线百科全书计划Nupedia和维基百科。蒂姆·谢尔和迈克尔·戴维于2000年Nupedia投资期间，继续和威尔士合作。拉里·桑格透过哲学和客观主义电邮讨论小组认识威尔士，1999年5月加入Bomis。桑格是哲学博士研究生，主要研究知识论。在俄亥俄州立大学获得学位后，他移居圣迭戈，助力Bmois的百科全书产业。桑格加盟时，Bomis总共有两名员工，需要程序员协助。
2000年，桑格和威尔士依靠Bomis资源创办Nupedia，Bomis同意抽取收益为Nupedia提供早期的资金支持。Nupedia于3月上线，当时威尔士是Bomis的总裁，桑格是Nupedia的总编。阅读Nupedia需要高中毕业生水平的理解能力，Bomis为网站定下的目标是：“为广度、深度、及时性和无偏向订立新标准，在充分的时间内成为人类历史上最全面的百科全书。”
Bomis一开始找来专家审阅Nupedia条目，但这显然是乏味的。2000年8月，60多位学者为网站的同行评审工作做出贡献，其中大多数是哲学博士或医学士。学者希望要求贡献者透过传真上传学位证，用于验证身份。当时，Bomis想靠Nupedia获取广告收入，公司乐观地认为能用Nupedia.com的广告空间为该计划提供资金。
2001年1月15日，维基百科开始成为Nupedia.com的一项功能，后来它被称为维基日。维基百科原本用来收集Nupedia的草稿条目，条目完成后移至Bomis。遭到Nupedia咨询委员会反对后，维基百科成为独立网站。2001年9月，威尔士同时担任Bomis首席执行官和维基百科联合创始人，桑格则是维基百科的总召集人和Nupedia的主编。
同行评审系统、评审和复制的七大步骤，加上维基百科更快的成长速度拖累了Nupedia。2000年11月，Nupedia有115篇潜在条目轮候同行评审过程。2001年9月，从Bomis处获得25万美元的总投资后，Nupedia产生了12篇条目。2000年到2003年间，Nupedia贡献者共制作24条成品条目，而维基百科到2001年底已经有2万篇条目和18种语言版本。
Bomis起初计划让维基百科盈利，便为初期架构提供人员和硬件。没有这种早期的支持，维基百科不可能存活。Bomis为计划提供了Web服务器和带宽，持有域名等关键项目。威尔士开出Bomis的支票维持维基百科在佛罗里达州坦帕的服务器。
随着维基百科开销上升，Bomis被互联网泡沫断了财路。2000年末，Bomis员工总共11名，但到了2002年初的裁员把人数减少到了原来的大约五人。桑格于2002年2月被解雇。自2001年1月15日到2002年3月1日，他是维基百科唯一一位付费编辑。2002年3月1日，桑格辞任维基百科总召集人和Nupedia总编，称无法保证以志愿者角色参与这些职位，而且维基百科高级成员“缺乏尊重专业知识的习惯或传统”。他继续致力于社群讨论，对维基百科日后的成功表示乐观。
桑格离巢后，维基百科在威尔士打理下成了蓬勃发展的网络社群，但他认为打广告有可能性，然而维基百科社群反对商业化，而2002年底的互联网营销确实很艰难。彼时，维基百科仍是Bomis主办的营利性机构，那时网站域名从.com改为.org，威尔士表示网站不会接受广告。Nupedia的内容并入维基百科后，于2003年停止營運。

### 維基媒體基金會董事會
英文维基百科条目数于2003年增至10万，Bomis很难继续在资金上支持该项目。随着维基百科挖空公司资源，威尔士和桑格决定以非盈利基础为计划募集资金。由于维基百科没能盈利，Bomis解聘了大多数员工以维持生计。公司于2003年创立起便持有维基百科，威尔士从Bomis的收益中抽调约10万美元资助维基百科，过后决定将百科全书转为非营利状态。
2003年6月，维基百科转移至新成立的非营利组织维基媒体基金会。基金会属非营利机构，负责监督维基百科以及和它相关的维基站点。基金会成立之初，工作人员便开始面向公众筹集资金，Bomis将维基百科转变为非营利。Bomis用于运营维基百科相关网站的硬件全部捐赠给维基媒体基金会，威尔士将维基百科的相关版权从Bomis转移到基金会。公司总部一开始设在Bomis所在的佛罗里达州圣彼得斯堡。基金会将维基百科的依赖从Bomis转向自己，从而购买硬件进行扩充。
维基媒体基金会董事会最初由Bomis的三位创办人吉米·威尔士及他的两个商业伙伴迈克尔·戴维斯（Michael Davis）和蒂姆·谢尔（Tim Shell）。谢尔和戴维斯经威尔士任命，但维基百科社群抱怨董事会成员都是指定人士，于是就有了2004年的首届选举。两名社群成员弗洛朗丝·德伍阿尔和安吉拉·貝絲蕾·斯塔林当选为董事会成员。
2004年8月，威尔士是Bomis的首席执行官。9月20日，维基百科条目数突破百万大关，开支达50万美元（大多数由威尔士直接出资）。2004年11月，他向《圣彼得堡时报》表示不再掌管Bomis的日常运营，但保留股东所有权。2005年，蒂姆·谢尔出任Bomis首席执行官，也是负责监督维基百科的董事会成员。谢尔于2006年留任，同时成为维基媒体基金会副总裁，继续担任董事会成员。Bomis联合创办人迈克尔·戴维斯当年成为维基媒体基金会的财务秘书。2007年，威尔士告诉《悉尼先驱晨报》，虽然他保留Bomis的部分所有权，但认为“这是一件很棘手的事”。根据互联网档案馆记录，最后一次可以访问Bomis内容是在2010年，2013年存档后，网站变为PetaBox的欢迎信息。2014年存档时，网站变为空白背景，上写“你好，世界！”。

## 后续
2005年，威尔士18次更改他在维基百科的传记。他删除了Bomis宝贝是软调色情和情色的表述和拉里·桑格为维基百科联合创办人的内容。威尔士的行为经作家罗杰斯·卡登海德检举，受到英美媒体的关注。2011年，《时代》杂志将威尔士2005年的编辑
列入“维基百科10大时刻”。
维基百科政策警告用户不要编辑自己的传记页面，其自传编辑规则，引用了威尔士的话：“自己写自己的传记是社交上的失礼行为。”拉里·桑格表示吉米“似乎在试图改写历史”，还在威尔士专业讨论页上谈论历史修正主义。
威尔士称其行为是在修正错误，但卡登海德将其行为曝光后，他才为自己的行为道歉。威尔士向《时代》表示，每个人不应该编辑自己在维基百科的传记，并向《纽约客》承诺该准则对自己也有效。因有可能存在偏见，威尔士警告称此种行为应被劝阻：“我希望自己没做过这种低俗的事。”
《大西洋》说Bomis是“互联网的‘花花公子’”，其他媒体采纳了这个绰号。威尔士认为“网络的‘花花公子’”这个绰号不合适，虽然他接受媒体采访时被问道在Bomis的日子有没有让他成为“色情王子”。2010年一部关于维基百科的纪录片《数字中的真相》中，多位记者探讨了威尔士的特征。威尔士在影片中的采访表示这种特征不准确，并表示他的公司回应了客户的内容需求。在后续的采访中，他回应了“色情王子”问题，让记者们去查雅虎上和侏儒相关的色情片。2007年《理性》的一篇文章认为，“如果他认为他是色情王子，那他绝对是世界最大门户网站的老板。”
2012年12月14日，学者兼作家朱迪斯‧莱斯曼在写给《世界网络日报》的一篇文章中认为，威尔士从一个色情网站获得收入。文章发表后不久，威尔士致函《世界网络日报》反驳这种说法：“这绝对且明显是胡说。我从来没凭着色情贩子或什么其他的职业获得任何‘利益’，从来没有，我从来不是色情贩子......我要求立即修改那篇报道，删掉关于我的谎言。”编辑约瑟夫·法拉尔亲自回复了威尔士，解释维基百科记载Bomis历史时承认那时“Bomis在premium.bomis.com上运营叫Bomis Premium的网站，向客户提供高级的限制级色情内容”。威尔士向法拉尔发了一封电邮，表示维基百科“没有说过诸如我依靠色情获得‘收益’等任何离谱的东西”。威尔士质询法拉尔接下来对他的所说的“诽谤”有何行动。法拉尔随后电邮回复威尔士：“我直截了当地说吧：你承认靠色情赚钱，却认为被人诽谤，难道是因为收益不足以称作‘财富’吗？”威尔士之后重申一开始对法拉尔的请求，再度断言原文是“诽谤”，在电邮中写道：“这是个诽谤性的谎言。我从来没以色情贩子的身份获取任何财富。改了它。”
2012年12月17日，《世界网络日报》作出更正，发表了记者切尔西·席林（Chelsea Schilling）分析Bomis历史的全新文章。席林报道称，《世界网络日报》搜索了Bomis的存档，发现Bomis Premium实际上宣传了包括模特裸照网站在内的合作伙伴。席林的文章还附上历史截图，展现Bomis Premium活跃时的网站样子。她引用了《连线》的文章，指出2005年之前威尔士重复尝试移除维基百科上指Bomis“色情”的参考资料。在最后的推论中，席林报道《世界网络日报》已经将原本文章中称威尔士“贩卖色情品获取最初的利润”的说法改成“最初靠从色情贩子处赚取利益的网站谋生”。

## 分析
《慈善纪事报》将Bomis标榜为“互联网营销机构，一段时间也负责公交色情图片。”杰夫·豪（Jeff Howe）在他的著作《众包模式》（Crowdsourcing）中讲到“威尔士的利他主义企业，门户网站Bomis展示包括软调色情内容在内的东西。”法律学者乔纳森·齐特赖恩在他的书《互联网的未来——如何停掉它》（The Future of the Internet—And How to Stop It）提到“Bomis帮助人们查找‘色情图片’，透过广告和高级内容订阅费赚钱。”《卫报》认为网站是“成人娱乐业的边缘”，而《边锋》说Bomis是“污秽内容搜索引擎”。《商业2.0杂志》说它是“搜索门户，根据流行搜索词创建主办互联网圈子，不足为奇的是其中大多数都是成人主题。”

## 脚注
1. 1 2 3 4 5 6 7  Barnett 2005，第62頁.
2. 1 2 3 4  Heise Online 2006a.
3. 1 2 3 4 5 6 7 8 9  Business Insider 2013.
4. 1 2 3 4 5 6  Zittrain 2008，第133頁.
5. 1 2 3 4 5 6 7 8 9  Hansen 2005.
6. 1 2  Miller 2007，第17頁.
7. 1 2 3 4 5 6 7 8 9  Rosenzweig 2013.
8. 1 2 3 4 5 6 7  Henderson 2008，第500頁.
9. 1 2  Wright 1999.
10. 1 2 3 4  Mahadevan 2006，第15頁.
11. 1 2 3 4 5 6  Hasan 2011.
12. 1 2 3 4 5 6 7  Rosenzweig 2006.
13. 1 2 3 4 5 6 7 8  Hutcheon 2007.
14. ↑  Isaacson, Walter.  . 由关, 嘉伟; 牛, 小婧翻译. 中信出版集团. 2017: 477 [2014]. ISBN 978-7-5086-7164-2.
15. ↑  Conway 2010，第7頁.
16. 1 2 3 4  Seybold 2006，第250頁.
17. 1 2 3 4 5 6 7 8 9  DiBona 2005.
18. 1 2 3 4 5 6 7 8 9 10 11 12 13 14  Lih 2009.
19. 1 2 3 4 5 6 7 8 9 10 11  Craig 2013，第84頁.
20. 1 2 3  Stöcker 2010.
21. 1 2 3 4  Anderson 2012，第136–138頁.
22. 1 2  The Globe and Mail 2008，第89–91頁.
23. 1 2  Weinberger 2008，第138頁.
24. 1 2 3 4  Shirky 2009.
25. 1 2 3 4 5  Kuchinskas 2009.
26. 1 2 3 4 5 6 7 8 9 10  Blakely 2005.
27. 1 2 3 4 5 6  Mangu-Ward 2007.
28. 1 2 3 4  The Economist 2008.
29. 1 2 3 4  Seitz 2011，第A3頁.
30. 1 2 3 4 5  Edemariam 2011，第27頁.
31. 1 2 3 4 5  Jensen 2006.
32. 1 2 3 4 5  Meyer 2012.
33. 1 2 3 4 5 6 7  Neate 2008.
34. 1 2 3 4 5  The Star 2007.
35. 1 2  Waters 2010，第179–180頁.
36. 1 2 3 4  Mehegan 2006.
37. 1 2 3 4 5 6 7 8  Ayer, Matthews & Yates 2008.
38. 1 2  Hickman 2006.
39. 1 2  Krueger 2004，第1E頁.
40. 1 2 3 4 5  Bernstein 2011，第34頁.
41. 1 2 3 4  Elliott 2007，第22、段落：Spectrum頁.
42. 1 2 3  Mitchell 2005.
43. 1 2 3 4  Poe 2006.
44. 1 2 3 4 5 6  The Sunday Times 2011.
45. 1 2 3 4 5  Keen 2008，第41–42頁.
46. 1 2 3 4  Howe 2008，第58–60頁.
47. 1 2  Long 2012，第5頁.
48. 1 2 3 4 5 6  Chozick 2013a，第9頁.
49. 1 2 3 4  Chozick 2013b，第MM28頁.
50. ↑  Doran 2006，第49頁.
51. 1 2  McNichol 2007.
52. ↑  PC Quest 2012.
53. 1 2 3  Slater 2011，第B3頁.
54. ↑  Lee 2013，第91頁.
55. ↑  The Hamilton Spectator 2008，第A14頁.
56. ↑  Friedman 2007，第121頁.
57. 1 2 3 4  Schiff 2006.
58. 1 2 3 4  Pink 2005.
59. ↑  Du Bois 2000，第33頁.
60. 1 2 3 4 5 6 7 8 9 10 11 12 13 14 15 16  Schilling 2012.
61. 1 2  Isaacson 2014.
62. 1 2 3 4 5  Duval 2010.
63. ↑  Bomis Magazine 2000a.
64. ↑  Bomis Magazine 2000b.
65. ↑  Cadenhead 2005.
66. ↑  Daughn 2000.
67. ↑  Gillmor 1999.
68. ↑  Soriano 1999，第2E頁.
69. ↑  Kathy Merlock 2000，第33頁.
70. ↑  Chester R 1998a.
71. ↑  Ward 2000，第8頁.
72. ↑  LaPointe 1998，第F10頁.
73. ↑  Chester R 1998b.
74. ↑  QNP 1998，第17頁.
75. ↑  Jeffreys 2005，第60、181頁.
76. ↑  Szpilma 2014.
77. ↑  Bhaskar 2013，第158–159頁.
78. ↑  Spirrison 2006，第62頁.
79. ↑  Nekkid.info 2002.
80. 1 2  Finkelstein 2008a.
81. 1 2  Beveridge 2007，第68頁.
82. ↑  Semuels 2008，第E4頁.
83. ↑  Bergstein 2007a.
84. ↑  Kopytoff 2007，第C1頁.
85. ↑  Forman 2010.
86. 1 2 3 4 5 6  Frauenfelder 2000，第110頁.
87. ↑  Lievrouw 2011，第202–205頁.
88. 1 2  Moody 2006，第5頁.
89. ↑  Reagle 2010.
90. ↑  Lessig 2009，第156–157頁.
91. 1 2 3 4 5  Myers 2006，第163頁.
92. ↑  Gobillot 2011，第84–86頁.
93. 1 2  Rollins 2000，第1786頁.
94. ↑  School Library Journal 2000，第S6頁.
95. 1 2 3 4  Koerner 2006，第115–117頁.
96. 1 2  Curley 2012，第35–38頁.
97. 1 2 3 4 5  Lewis 2013.
98. ↑  Meyers 2001，第D2頁.
99. ↑  Richardson 2004，第339頁.
100. ↑  Ward 2007，第5頁.
101. 1 2 3  Kleeman 2007，第4頁.
102. 1 2  Finkelstein 2008b.
103. ↑  Peterson 2002，第C1頁.
104. ↑  Kleinz 2011.
105. 1 2 3  Chern 2008.
106. ↑  Middleton 2009.
107. ↑  Heise Online 2006b.
108. ↑  Kleinz 2004，第38頁.
109. ↑  Brooks 2004.
110. ↑  Bomis.com 2010.
111. ↑  Bomis.com 2013.
112. 1 2 3 4 5  Romero 2011.
113. ↑  Bergstein 2007b.
114. ↑  Buckland 2011，第1頁.
115. 1 2  Greenwald 2013，第82頁.
116. 1 2 3  Paley Center for Media 2014.
117. ↑  Tai 2013.
118. ↑  Glosserman 2010.
119. ↑  Reisman 2012.

## 延伸阅读
第一手来源
- . San Diego, California: PR Newswire Association LLC. PR Newswire. 1999-03-08: 9941  [2014-01-17]. （原始内容存档于2014-01-19）.
- . San Diego, California: PR Newswire Association LLC. PR Newswire. 2000-11-09  [2014-01-18]. （原始内容存档于2014-02-01）.
- .   [2008-07-14]. （原始内容存档于2010-01-18）.
- . Bomis.   [2012-10-14]. （原始内容存档于2008-07-24）.
- .   [2011-10-23]. （原始内容存档于2006-03-23）.
- . nekkid.info (Internet Archive). 2002-01-14  [2013-12-27]. （原始内容存档于2014-01-20）.
- Wales, Jimmy. . Wikipedia-l. 2001-10-28  [2013-12-30]. （原始内容存档于2014-06-20）.
- Wales, Jimmy. . Wikipedia-l. 2003-06-20  [2013-12-30]. （原始内容存档于2013-03-30）.

## 外部連結
- Bomis（網際網路檔案館）
- Wikipedia:元维基：維基媒體基金會董事會
- 維基媒體基金會：前董事會成員